# Ruaidhrí Mac Ruaidhrí
 (juillet 2020).
Ruaidhrí Mac Ruaidhrí (mort le 14 octobre 1318?) est un magnat écossais du XIVe siècle et le chef du Clann Ruaidhrí.. Ruaidhrí est un fils illégitime d' Ailéan mac Ruaidhrí, et selon les sources il est intervenu dans les actions militaires impliquant les forces tant le royaume d'Angleterre que le royaume d'Écosse[réf. nécessaire]. À la suite de la disparition de son frère, Lachlann, Ruaidhrí semble avoir pris le contrôle de son clan et aligne fermement la politique de sa famille en faveur du roi Robert Bruce. Ruaidhrí doit être le membre du Clann Ruaidhrí qui est tué lors de la  Bataille de Faughart en soutenant la cause des Bruce en  Irlande. Après sa mort, Cairistíona Nic Ruaidhrí, sa demi-sœur tente de s'emparer des domaines du Clann Ruaidhrí au détriment de sa famille
Ruaidhrí laisse en effet une fille, Áine, et un fils illégitime, Raghnall. Ce dernier réussit à déjouer les tentatives de Cairistíona et succède à son père à la tête Clann Ruaidhrí.

## Source
- (en) John.L.Roberts  Lost Kingdoms Celtic scotland and the Middle Ages Edinburgh University Press (Edinburgh 1997)  (ISBN 0748609105)p. 54–5.